# Carme Forcadell
Maria Carme Forcadell Lluís (Xerta, 29 maggio 1955) è un'insegnante, politica e attivista spagnola, presidente del Parlamento della Catalogna dal 2015 al 2018.

## Biografia
Carme Forcadell ha conseguito la laurea in Filosofia presso l'Università Autonoma di Barcellona e un Master in Filologia Catalana della stessa università. Ha lavorato presso la TVE Catalunya  dal 1979 al 1982 e con vari altri organizzatori di media. Forcadell è stato agente civile nel dipartimento di istruzione catalano dal 1985, come coordinatore della normalizzazione linguistica per il servizio di educazione catalano del Dipartimento dal 1992 e poi dal 2004 come consulente di studi interculturali, linguaggio e coesione sociale nella comarca del Vallès Occidental.
Ha pubblicato libri di testo, libri sulla lingua e la letteratura e un dizionario. È stata professoressa di catalano per la scuola secondaria. È membro della Comissió de la Dignitat (Commissione per la Dignità, un'organizzazione che lavora affinché i documenti confiscati dal regime franchista siano restituiti ai loro legittimi proprietari) e la Plataforma pel Dret de Decidir (Piattaforma per il diritto di decidere), dove fa parte del comitato di comunicazione.
È membro del partito Esquerra Republicana de Catalunya, per cui è stata consigliere comunale a Sabadell dal 2003 al 2007.
Dal 2012 al 2015 è stata presidente della neonata associazione Assemblea Nazionale Catalana.
Il 26 ottobre 2015 è stata eletta presidente del parlamento della Catalogna, carica che ha mantenuto fino al 2018.